# 멀린

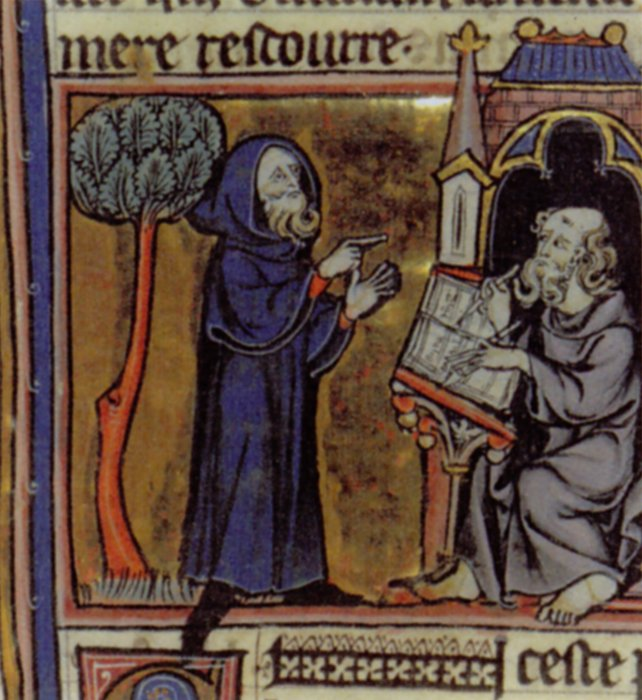
자신의 시를 암송하는 멀린. 13세기 프랑스 책의 삽화.

멀린(Merlin)은 아서왕 이야기에 나오는 마술사로 가장 유명한 인물 가운데 하나이다. ‘멀린’이라는 처음으로 등장한 것은 1136년 몬머스의 제프리가 쓴 《브리타니아 열왕사》(Historia Regum Britanniae)이며, 이 책에서의 멀린은 과거에 역사적인 인물과 전설 속의 인물의 특성을 묶어 하나의 인물로 재탄생시킨 것이다. 제프리는 멀린이라는 가공의 인물을 만들 때, 아서왕과는 전혀 연관이 없는 브리튼 북부에 실존했던 미치광이 예언자 머르딘 윌트(멜리누스 칼레도네시스)와 로마-브리타니아 전쟁의 지도자였으며 메를린 암브로시우스(라틴어: Merlin Ambrosius, 웨일스어: Myrddin Emrys 머르딘 엠러스)라고도 불렸던 암브로시우스 아우렐리아누스를 모델로 삼았다.
제프리가 만든 멀린이라는 인물은 곧 대중들 사이에서 큰 인기를 불러일으켰는데, 특히 웨일스에서는 선풍적인 인기를 끌었다. 세월이 흘러 후대의 작가들은 좀 더 이야기를 보태 꾸며서 마법사로서의 이미지를 창출하였다. 멀린의 전설적인 일대기에 따르면, 그는 악마인 인큐버스와 아름다운 인간 여성 사이에서 태어난 반인반마(半人半魔)였다고 한다. 그 덕분에 멀린은 태어날 때부터 초자연적인 힘과 능력을 갖게 되었다. 멀린의 어머니가 누구인지는 정확하게 알려진 바가 없지만, 가장 오래된 브뤼트 산문에는 아드한(Adhan)이라는 이름을 가진 여인으로 나와 있다. 멀린은 훌륭한 현자로서 마법과 책략을 통해 아서왕의 출생을 도왔다. 후대의 작가들은 멀린이 아서왕을 곁에서 보좌하는 조언자로서 활동하도록 이야기를 썼으며, 나중에 호수의 부인에 의해 마법에 걸려 유폐 신세가 된다.

## 이름과 어원

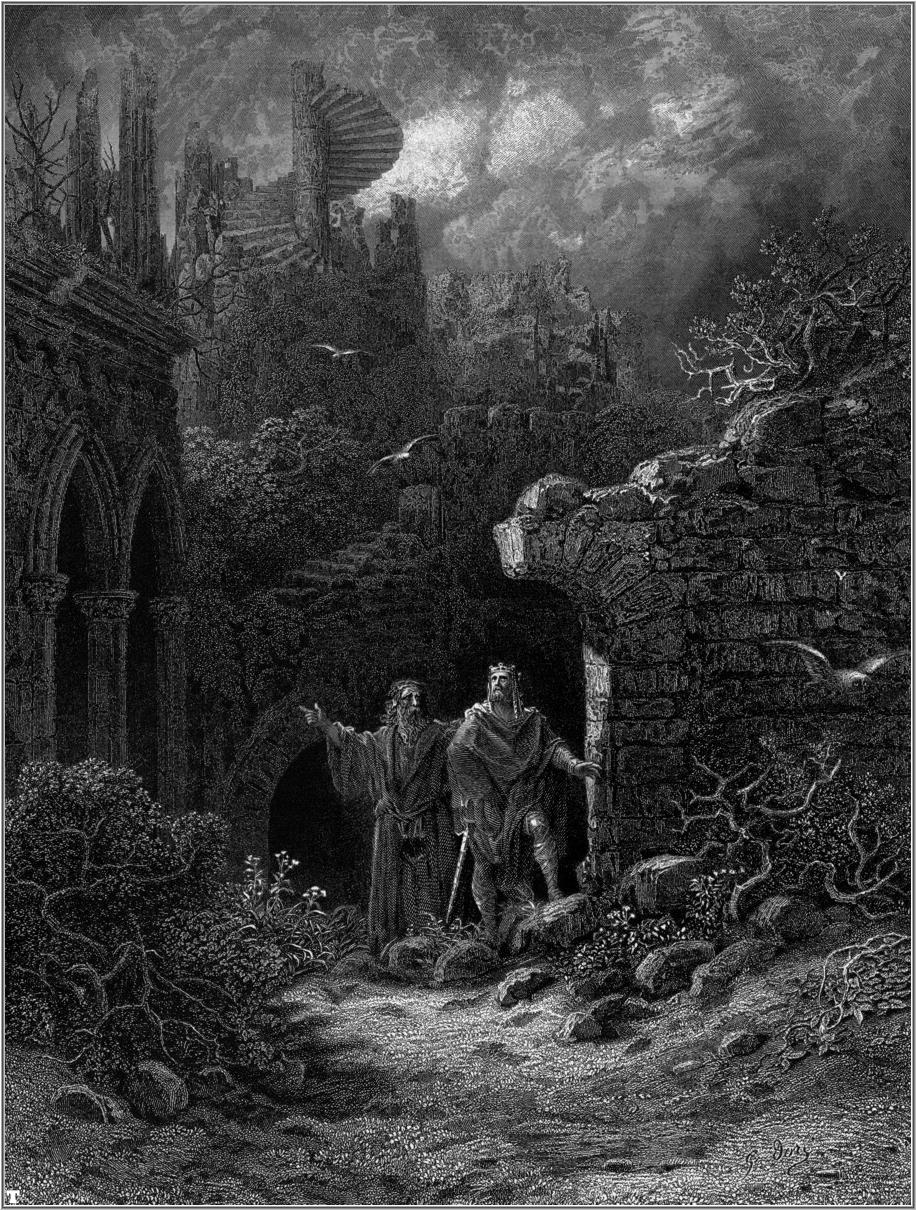
아서왕에게 조언하고 있는 멀린. 귀스타프 도레의 일러스트.

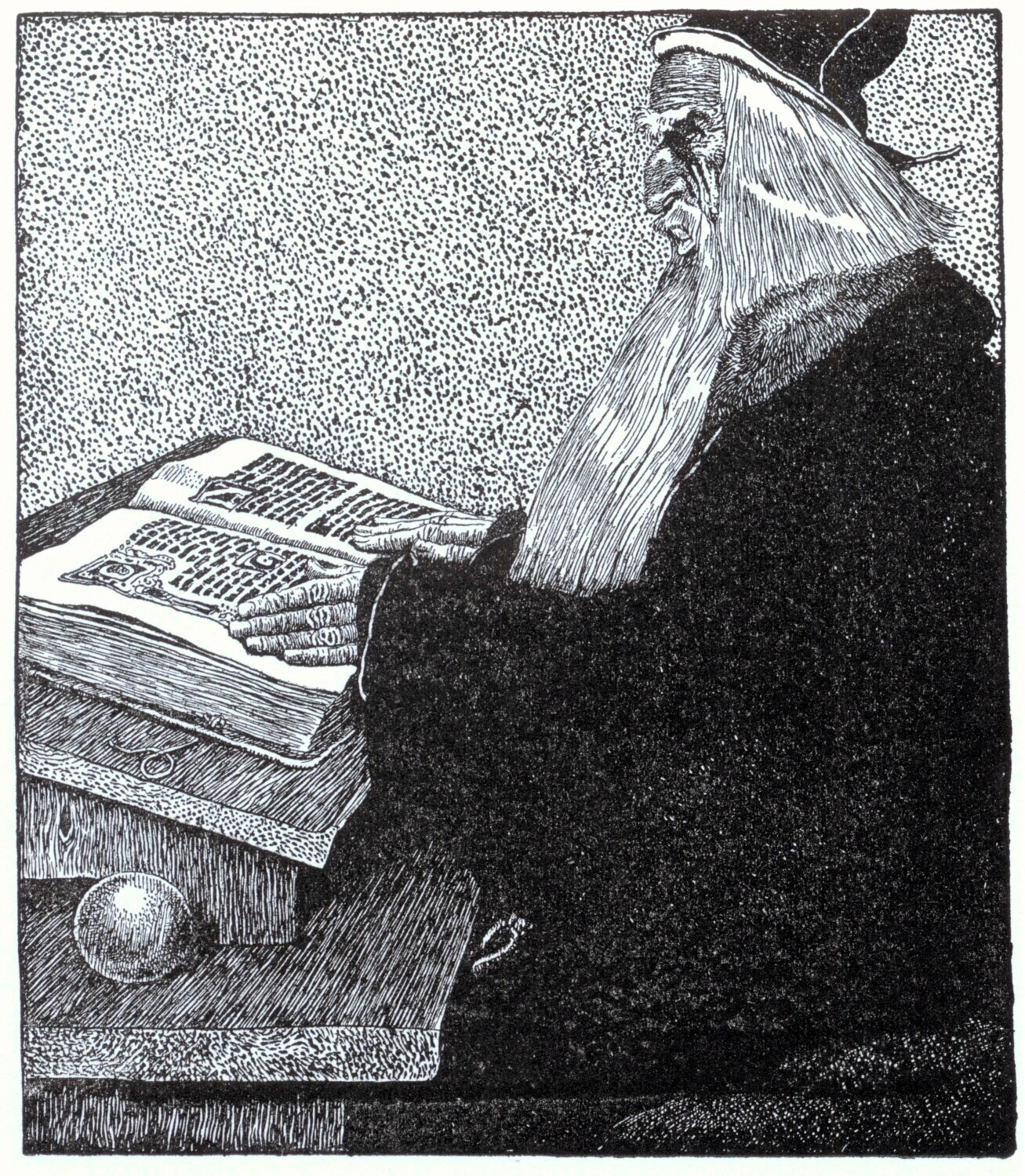
마법사 멀린. 하워드 파일의 일러스트. 《아서왕과 기사들의 이야기(The Story of King Arthur and His Knights)》(1903년)의 삽화.

‘멀린’이라는 이름은 웨일스어로 ‘머르딘(Myrddin)’, 즉 훗날 전설적인 인물로 다시 태어나게 되는 음유시인 머르딘 윌트에서 유래하였다. 몬머스의 제프리는 자신의 작품 속에서 이를 라틴어식인 ‘메를리누스(Merlinus)’로 바꾸었다. 중세 시대 연구가인 개스턴 파리스는 제프리가 원칙대로 메르디누스(Merdinus)로 바꾸지 않고 메를리누스로 바꾼 것은 앵글로-노르만어로 대변을 뜻하는 메르데(merde, 라틴어 메르다에서 유래)와 비슷해보이는 것을 피하기 위해서였을 것이라고 보았다.
켈트 연구가 A. O. H. 저먼은 웨일스어 이름인 머르딘(Myrddin)은 영어로 카마던(Carmarthen)으로 알려진 마을의 웨일스어 명칭인 캐르퓌르딘(Caerfyrddin)에서 유래한 것으로 보인다고 주장하였다. 이는 마을의 명칭이 머르딘이라는 이름의 음유시인에서 유래한 것이라는 내용의 세간에 널리 퍼져있는 이야기와는 정반대의 이야기이다. 참고로 카마던이라는 명칭은 이 마을의 옛 로마식 명칭인 모리두눔(Moridunum)에서 유래한 것이다.
멀린(Merlin)은 아서왕의 전설에 있어서 중요하지 않지만 알면 좋은인물이다. 그는 주로 긴 회색수염에 뒤로 잘 빚어 넘긴 회색머리칼을 지녔으며, 마법사처럼 보이는 로브를 입거나 두건과 망토를 두른 노인의 모습으로 여겨지곤 한다. 마치 반지전쟁의 간달프처럼 말이다. 실제로도 반지전쟁의 간달프의 모습은 멀린이 원조로 보여진다.
멀린은 악마 인큐버스와 인간 여성사이에서 태어났다. 인큐버스는 하늘에 사는 사악하지도 그렇다고 선하지도 않은 존재였다. 멀린의 어머니는 아들을 낳자마자 곧 한 은자(승려)에게 그를 맡겼고, 그의 운명을 알아챈 승려는 그를 그의 아버지와 같은 저주 받은 운명에서 벗어나게 하기 위해 그를 세례받는 샘으로 데려가 운명으로부터 그를 구해내었다.
멀린은 자신의 아버지처럼 악마가 되는 것은 면했지만 그로 인해 인간을 뛰어넘는 수많은 능력을 지니게 되었다. 멀린은 수많은 마법적인 능력을 보유하고 있는데 그 중 가장 뛰어난 것은 그 어떤 것으로도 변신할 수 있었다.
멀린은 이 능력을 왕을 위해 사용했고, 가끔씩은 궁정의 연회를 위해서도 사용하곤 했다. 예언력 또한 이런 왕을 위해 사용되었다. 그러나 그런 것 보다도 더 뛰어난 능력은 해박한 지식과 명철한 판단력으로 왕을 보좌하는 능력이었다.
멀린은 보티건의 눈에 띄어 그의 곁에 머물게 된 이후, 아우렐리우스, 우서, 아서를 보좌하며 언제나 든든한 조언자이자, 조력자로 등장한다. 특히 아서왕에게 있어서 그는 아서왕의 대부와 같은 존재로 아서왕을 태어나게 한 장본인이며, 언제나 그를 돌봤고 그를 위해 원탁을 준비했으며, 요정 비비안에게서 엑스칼리버를 얻어내 도움을 주기도 했다.
그렇게 그는 언제나 아서왕의 곁에서 바른 길을 가도록 힘썼다. 아서왕에게 있어서 그가 얼마나 큰 존재였는지는 아서왕의 말년에 더욱 잘 드러난다. 멀린은 아서왕을 혼신의 힘을 다하여 보필하다가 갑자기 종적을 감춰버리고 만다.
성배의 탐사를 지시하는 것을 마지막으로 멀린은 아서왕과 헤어지게 되고, 이때부터 아서왕은 자신의 파멸을 향한 내리막길을 걷게 되는 것이다. 과연 멀린이 그의 곁에 있었다면 아그라베인이나 모드레드가 반역을 일으킬 수 있었을 것이며, 랜슬롯과 다툼을 벌이게 되었을까?
- 멀린이 사라지게 된 계기는 다음과 같다.
멀린에게는 요정 비비안이라는 애인이 있었다. 그녀는 호수의 여왕으로 랜슬롯을 훌륭한 기사로 키워낸 장본인이며, 엑스칼리버의 소유자이기도 했다. 멀린은 그녀를 사랑해서 자신의 마법의 여러 가지와 그 비밀까지 그녀에게 전수해주었는데, 이는 그에게 매우 위험한 일이었다.
비비안은 멀린이 잠든 사이에 마법을 부려 결코 빠져나갈 수 없는 탑을 만들어서 그를 가두어 둔다. 비비안은 오직 자신만이 그를 소유하고 싶었기 때문이었다. 이 탑은 누구도 볼 수도 알지도 못하는 곳에 세워졌으며, 오직 비비안만이 이곳을 드나들거나 이 탑의 마법을 없앨 수 있었다.
이렇게 멀린은 아서왕의 곁을 떠나게 되었는데, 그는 거웨인에게 음성으로 나타나 성배가 나타났으며, 그것을 찾을 기사 또한 나타났으니 성배를 찾으라는 말을 마지막으로 아서왕의 이야기에서 종적을 감추게 된다.

## 마법사
아서왕 전설에 등장하는 위대한 마법사 멀린은 웨일즈 어로는 머르딘(Myrddin), 라틴 어로는 메를리누스(Merlinus)라고 불린다. 메르디누스(Merdinus)라는 명칭도 있지만 라틴어로 메르두스(merdus), 즉 '배설물'을 연상시키므로 잘 쓰지 않는다.
멀린은 아서왕의 마법사이자 조언자였고, 또한 아서의 왕국을 설계한 장본인이기도 했다. 현대인들에게 가장 잘 알려진 멀린의 이미지는 "현명한 노인"이다. 디즈니의 애니메이션 <바위 속에 꽂힌 칼>에서는 그가 하얗게 수염을 기른 마음 좋은 할아버지의 모습으로 등장한다. 그러나 오히려 기록에 남겨진 멀린의 이미지는 여러 가지 상반된 모습을 겸비한 모순된 인물이다. 그는 예언자이면서 마술사이기도 했으며, 현자인 동시에 무모하게 진실을 좇는 어리석은 사람이기도 했다.
고전적인 전승에 따르면 멀린의 아버지는 인쿠부스(incubus), 즉 몽마(夢魔)였다. 예수 그리스도가 지상에 선을 불러들이자 그것을 본 지옥의 악마들이 균형을 맞추기 위해 악을 풀어놓으려 했고, 그 결과 멀린이 태어났다. 그러나 다행히도 태어난 아이는 곧바로 세례를 받았고, 악의 손길에서 벗어났다.
당시 브리튼의 왕은 보티건(Vortigern)이었는데, 로마인들이 영토에서 물러나자 탑을 지으려 했다. 그러나 그 탑은 항상 세워지자마자 무너졌다. 왕의 고문들은 아버지 없는 아이를 제물로 바쳐야만 탑이 제대로 설 수 있을 것이라고 조언했다. 그런 아이는 흔치 않았고, 마침 멀린은 그 당시 아비 없는 아이라고 널리 소문이 퍼져 있었기 때문에, 곧바로 제물로 점지되어 끌려왔다. 그러나 멀린은 무너진 탑을 보자마자 탑이 무너지는 진짜 이유를 밝혀냈다. 바로 탑의 터 아래 지하수가 고여 있었던 것이다. 땅을 파 보자 곧 지하의 호수가 드러났고, 한 쌍의 용이 나타났다. 이 사건으로 인해 멀린은 예언자로서 이름을 떨치게 되었다. 몬마우스의 제프리가 쓴 <브리튼 왕국의 역사(HISTORIA REGNUM BRITTANIAE)>와 <멀린의 생애(VITA MERLINI)>는 브리튼의 운명에 대한 멀린의 예언들을 기록하고 있다.
그 후 아우렐리우스 암브로시우스(Aurelius Ambrosius)가 보티건을 왕좌에서 몰아내었다. 새로이 왕좌를 차지한 아우렐리우스는 승리의 기념비를 세우고 싶어했는데, 그 때 멀린은 아일랜드로부터 어떤 돌을 가져와 기념비를 세우라고 조언했다. 이 돌로 만들어진 기념비가 바로 솔즈베리 평원(Salisbury Plain)에 세워져 있는 스톤헨지라고 한다.
아우렐리우스의 사후 왕위에 오른 사람이 바로 아서왕의 아버지 유서(Uther)이다. 유서왕은 이그레인(Igraine)이라는 여성에게 반해 있었는데, 그녀는 유부녀였다. 그래서 멀린은 유서에게 마법을 걸어, 이그레인의 남편 골로이스Gorlois의 모습을 취하게 한 다음 그녀와 동침할 수 있도록 해 주었다. 그리고 그 대가로 둘 사이에서 태어난 아들, 아서를 데려갔다.
그 후 아서가 왕위를 되찾는 과정은 거의 멀린의 계획 대로라고 해도 과언이 아니다. 아서의 정체를 모르는 엑터Ector 경으로 하여금 그를 키우게 한 것도 멀린이었고, 돌 속에 꽂힌 칼을 뽑는 자가 왕으로 인정받으리라는 예언을 한 것도 멀린이었다. 결국 아서는 엑터 경과 그의 아들 케이Kay를 따라왔다가 우연히 돌 속에 꽂힌 칼을 뽑게 되고, 멀린의 계획 대로 왕이 되었다.
그러나 아서의 왕국, 바로 멀린 자신이 계획한 그 왕국이 한창 강성했을 때, 아이러니컬하게도 멀린은 파멸을 맞이했다. 비비언(Vivien), 혹은 니니언(Ninianne)이라 불리는 여자 마법사가 그 파멸의 원인이었다. 그녀는 요정이라는 말도 있고 이세계(異世界)의 여인이라는 말도 있는데, 어쨌든 평범한 인간 여자가 아니었던 것은 확실하다. 그녀는 멀린을 유혹하고, 사랑에 빠진 멀린은 자신의 마법의 비밀을 발설해 버린다. 그러나 일단 멀린의 비밀을 알아 그를 굴복시킬 수 있는 힘을 가지게 되자, 그녀는 본모습을 드러내어 그를 가두어 버린다. 가둔 장소는 유리의 탑 속이라는 전승도 있고, 산사나무 아래의 바위 밑이라는 전승도 있다. 말로리 작의 <아서왕의 죽음>에서 이 여성은 니뮤Nimue라는 이름으로 등장하는데, 멀린의 제자이자 애인으로 제시된다. 멀린은 그녀에게 마법을 가르치고 결국 그녀에 의해 바위 밑에 갇힌다.
멀린의 생애는 이렇게 끝난다는 것이 가장 흔한 이야기이지만, 모든 전승이 다 그러한 것은 아니다. 몬마우스의 제프리에 따르면, 마지막 전투인 캄란 전투를 치르고 치명상을 입은 아서왕을 아발론으로 데려가는 일행 중에 멀린이 포함되어 있다. 그러나 그 후 아서렛(Arthuret) 전투를 겪고 그 후 광인이 되어 숲 속에 은둔한다.
이것은 멀린이 실존 인물이었다는 설, 즉 6세기에 실존했던 웨일즈의 시인 머르딘이 바로 멀린과 동일 인물이라는 설에 기반한 이야기이다. 머르딘은 서기 575년 아르프데리드(Arfderydd) 전투에서 리데르흐 헤일(Rhydderch Hael)에 대항하여 그웬돌라우(Gwenddolau)왕 측에서 싸웠는데, 패배한 후 그 충격으로 미쳐 버렸다. 머르딘이 남긴 시 중에는 아직도 전해져 내려오는 것이 있다.
기랄두스 캄브렌시스에 따르면, 멀린이 미쳐 버린 것은 그가 아서렛 전투에서 본 끔찍한 광경들 때문이라고 한다. 그 중에는 그의 세 형제들이 잔인하게 살해당하는 것 역시 포함되어 있었다.
멀린에게는 가니에다(Ganieda)라는 누이동생이 있었는데, 승리한 왕 리데르흐 헤일은 그녀와 결혼했다. 가니에다는 여생을 숲 속에서 보내라고 멀린을 설득했다. 그러나 멀린은 그녀의 말을 듣는 대신, 오히려 그녀가 부정한 아내였다는 것을 왕에게 고해 바쳤다. 그 결과 리데르흐왕은 전 아내 구엔돌레나(Guendoloen)에게 돌아갔다.
그러나 멀린의 광기(狂氣)는 치료되지 않은 채였고, 리데르흐와 구엔돌레나가 재혼하는 날 그는 다시 발작을 일으켰다. 그는 숫사슴을 타고 한 무리의 사슴을 거느린 채 결혼식장에 나타나, 타고 있던 사슴으로부터 뿔을 뽑아 신랑에게 던졌다. 뿔은 신랑의 심장을 꿰뚫었다. 그 후 멀린은 숲으로 돌아갔고, 누이동생 가니에다는 그를 위해 천문 관측소를 지어 주었다. 그곳에서 멀린은 별을 관측하며 여생을 마쳤다고 한다.
반면, 이들보다 일찍이 데이비스(E. Davies)는 멀린이 저녁별의 신이며 그의 여동생 가니에다는 샛별의 여신이라고 주장한 바 있다. 그 증거로 데이비스는 브리튼의 옛 이름 중 하나가 '멀린의 땅(Merlin's Precinct)'이었다는 사실을 제시한다. 이러한 명칭은 멀린이 일정 영역을 당담하는 신일 때에만 가능하다는 것이다.
멀린이 고대의 신이었건, 드루이드였건, 웨일즈의 시인이었던간에, 공통되는 부분은 그가 켈트 족을 대변한다는 것이다. (어떤 면에서는 그의 라이벌인) 모르건 르 페이와 마찬가지로, 멀린은 기독교와 대비되는 켈트 족의 주술적 힘을 상징한다. 그렇기 때문에 아서왕의 기독교 왕국이 정점에 다다랐을 때 멀린은 땅 속에 묻히거나, 탑 속에 갇히거나, 혹은 숲으로 추방당해 떠도는 광인(狂人)이 될 수밖에 없는 운명인 것이다.

## 멀린과 관련된 명소
영국과 프랑스에서는 멀린과 관계 있는 여러 명소가 있다. 이는 멀린이 얼마나 유명했는지를 보여주는 증거다. 이들 명소에는 멀린의 유령과 묘 등이 있는데, 정통한 전설에 따르면 그가 비비안에 의해 영원히 봉인되어 지금도 살아있다고 한다.
- 멀린의 샘 : 브로타뉴의 발렌트에 있다. 1853년 바티칸 교황청이 금지령을 내릴 때까지 이곳을 순례하는 풍습이 현지에 남아 있었다.

- 멀린의 동굴 : 틴타젤에 있으며, 이곳에는 멀린의 망령이 나온다고 알려져 있다.

- 멀린산 : 윌트셔의 말보로 칼리지의 부지 내에 있는 작은 산. 멀린이 매장되었다고 전해지는 장소 중 하나다.

- 멀린의 언덕 동굴 : 카마젠에 있는 동굴. 이곳도 멀린이 매장되었다는 장소 가운데 하나다.

- 멀린의 묘 : 멀린의 묘라 불리는 장소는 이 밖에도 세 군데가 더 있다. 하나는 브르타뉴의 칸 듀 토르누아에 있는 무덤이고, 또 하나는 일 에빌레누, 그리고 오티 드 비비앙느다.

## 같이 보기
- 켈트 신화